# ليونارد سي/2021 أي1 (مذنب)
C/2021 A1 (Leonard) هو مذنب طويل الأمد. اكتشفه جريجوري جيه ليونارد في 3 يناير 2021 في مرصد جبل ليمون عندما كان على بعد 5 وحدة فلكية (750 مليون كم) من الشمس.